# Alberico da Rosciate
Alberico da Rosciate, in alcuni documenti citato come Alberico da Rosate, conosciuto anche come Alberico Rosciati (Rosciate, 1290 – Bergamo, 14 settembre 1360), è stato un giurista, letterato e ambasciatore italiano.

## Biografia

### Origini

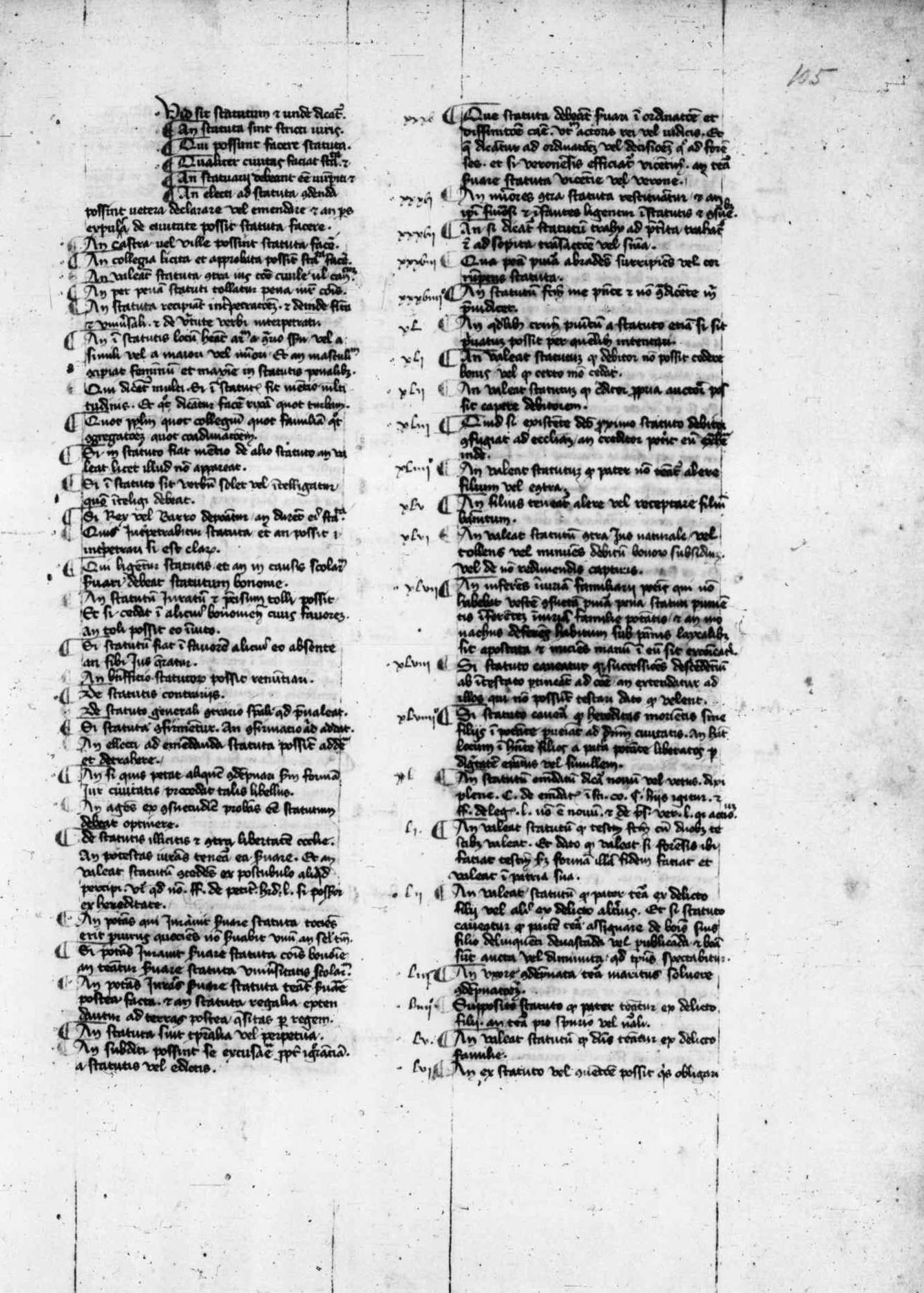
Opus statutorum, manoscritto, 1413-1415

Alberico da Rosciate, nacque sul finire del XIII secolo in una nobile famiglia originaria del borgo di Rosciate, in provincia di Bergamo. Riguardo alla sua nascita non esistono documenti che ne attestino né il luogo, né la data precisa: le fonti più attendibili ritengono che sia venuto alla luce attorno al 1290 nello stesso paese in cui risiedeva la famiglia, anche se esistono versioni che indicano come luogo di nascita il vicino paese di Villa di Serio, mentre altre ancora riferiscono Bergamo.
Nella famiglia erano presenti numerosi giuristi, tra cui emergeva la figura del padre, Tassio Rosciati, console, giudice e membro del consiglio degli anziani della città orobica già nel 1282, risulta infatti che abitava la Vicinia di San Pancrazio e che fu sepolto nella chiesa della vicinia.
L'educazione di Alberico venne quindi indirizzata verso gli studi classici, completati poi all'università di Padova dove, evidenziando ottime capacità ed abilità, si laureò brillantemente in diritto civile e canonico, disciplina della quale assunse ben presto la cattedra.

### Attività diplomatica

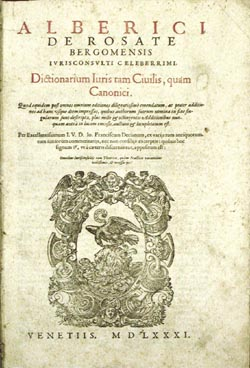
Dictionarium, 1581

Dopo aver ottenuto il dottorato si trasferì a Roma, dove entrò in contatto con gli ambienti della curia pontificia, curandone aspetti diplomatici. Dopo un successivo breve soggiorno a Bologna, ritornò a Bergamo verso il 1328.
Nella sua città natale seppe far valere sia le sue abilità oratorie che quelle diplomatiche: trattò con Giovanni I di Boemia, insediatosi nella città orobica nel 1331, contribuendo a redigere lo statuto cittadino, attivo a partire dallo stesso anno e valido per i successivi cinque secoli. Instaurò poi un intenso e proficuo rapporto di collaborazione con la famiglia Visconti, reggente di Milano, lavorando per Azzone (per il quale preparò revisioni dello stesso statuto cittadino), Galeazzo II, Luchino ed il vescovo Giovanni.
La definitiva consacrazione avvenne quando fu inviato presso la corte pontificia presso Avignone per ben tre volte, nel 1335, 1337 e 1340, quando dovette intercedere presso il Papa Benedetto XII al fine di cercare di revocare la scomunica lanciata nel 1329 sulla città di Bergamo, rea di essersi schierata a favore dell'Antipapa Niccolò V, eletto tramite l'influenza dell'imperatore Ludovico il Bavaro.
L'ottenimento dell'obbiettivo fu motivo di grande soddisfazione nella città, tanto che l'episodio dell'ambasceria venne riportato in un dipinto di Andrea Previtali presente nel Duomo di Bergamo. In seguito a questi successi ricoprì numerosi incarichi nella città bergamasca, tra cui il ministero presso il Consiglio della Misericordia (MIA), ente fondato da Pinamonte da Brembate.
Le notizie che lo riguardano si diradano dopo il 1350, anno in cui compì un pellegrinaggio a Roma con la famiglia, a seguito del quale si ritirò a vita privata.
A lungo si ritenne che il 14 settembre, giorno indicato per la sua morte, fosse quello del 1354, ma dallo studio dei suoi molti testamenti è emerso che l'ultimo risale invece all'otto settembre 1360, data in cui egli era ormai infermo e prossimo alla dipartita. Venne sepolto nella chiesa dei Celestini, che abitava dal 1358,e nel 1868 le sue ceneri vennero traslate nella basilica di Santa Maria Maggiore a Bergamo, dove due lapidi ne ricordano la vita e le opere. Il personaggio è ricordato tramite un istituto comprensivo e una via, la stessa in cui visse e morì, che ne portano il nome.

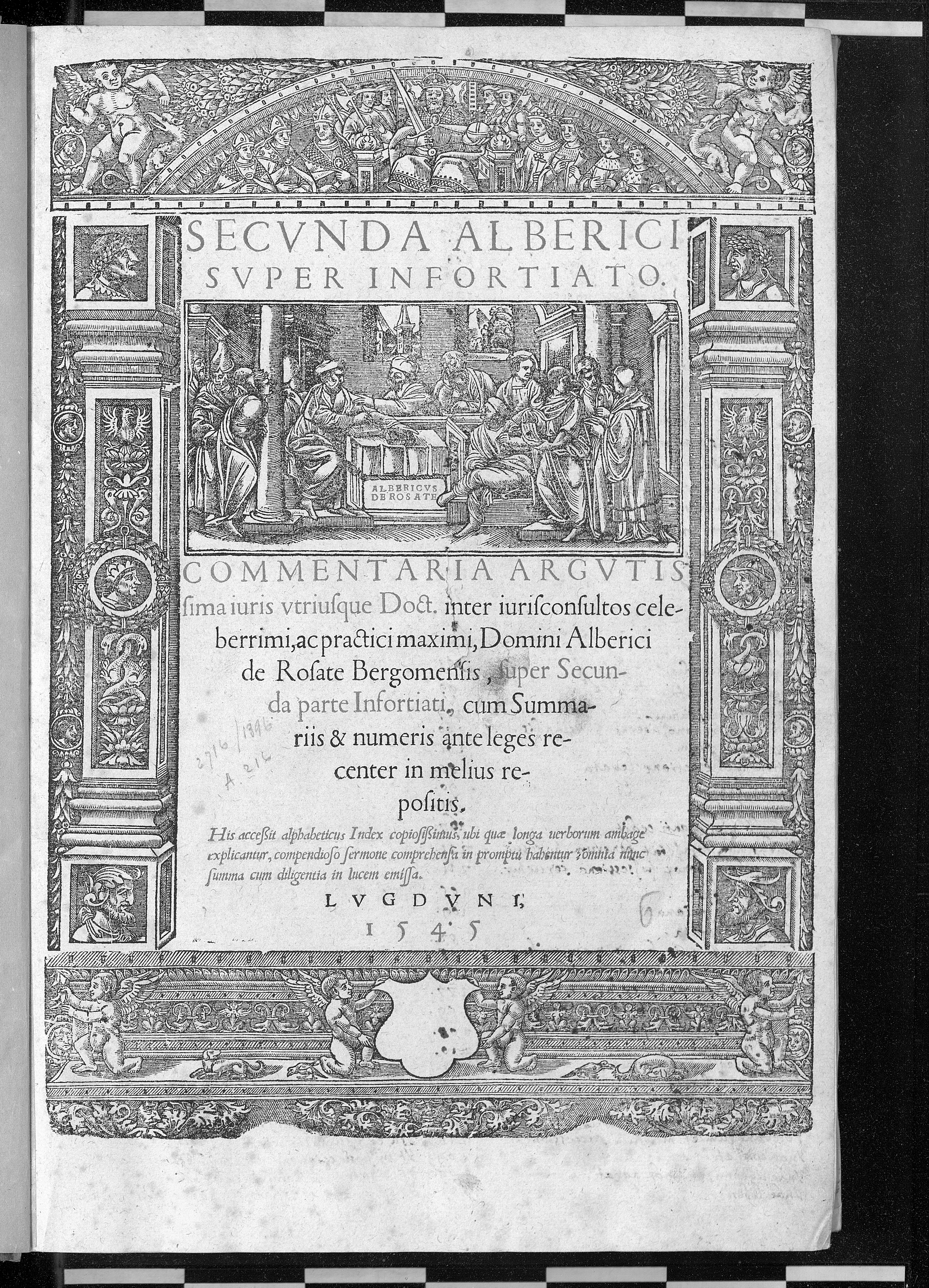
Super secunda parte Infortiati, 1545

## Opere
- Quaestiones statutorum: opera in cui mette a confronto gli ordinamenti dei diversi stati medievali raffrontandoli con il Codice giustinianeo.
  - (LA) Super statutis, Milano, Tipografo del Barbazza, Consilia, 1493.
- Commentaria: commenti al Digesto ed al Codex
  - (LA) Super Codice, Milano, Ulrich Scinzenzeler, 1492.
  - (LA) Super Codice, vol. 1, Lyon, Georges Regnault, 1545.
  - (LA) Super Codice, vol. 2, Lyon, Thomas Bertheau, 1545.
  - (LA) Super prima parte Infortiati, vol. 1, Lyon, Georges Regnault, 1545.
  - (LA) Super secunda parte Infortiati, Lyon, Georges Regnault, 1545.
  - (LA) Super prima parte Digesti Veteris, vol. 1, Lyon, Thomas Bertheau, 1545.
  - (LA) Super secunda parte Digesti Veteris, vol. 2, Lyon, Thomas Bertheau, 1545.
  - (LA) Super prima parte Digesti Novi, vol. 1, Lyon, Georges Regnault, 1548.
  - (LA) Super prima parte Digesti Novi, vol. 1, Lyon, Georges Regnault, 1548.
- Dictionarium iuris tam civilis quam canonici : scritto, inizialmente diviso in due opere, in cui l'autore raccoglie la terminologia lessico giuridica riguardante sia l'ambito civile che ecclesiastico.
  - (LA) Dictionarium iuris civilis et canonici, Bologna, Henricus de Colonia, 1481.
  - (LA) Dictionarium ad vtriusque iuris facilitatem pertingere nitenti maximè necessarium, Lyon, Thomas Bertheau, 1548.
- Codice Grumelli: commento in latino alla Divina Commedia, tradotto dalla versione originale scritta in volgare da Jacopo della Lana, ed ora custodito nella Biblioteca Angelo Mai di Bergamo
- De accenti, breve trattato grammaticale
- De aspiratione, breve trattato grammaticale
- De orthographia, breve trattato grammaticale
- De regulis iuris

### Manoscritti
- Opus statutorum, 1413-1415, London, British Library, Arundel MS, Arundel MS 429,  ff. 105-251.
- Tractatus de positionibus, 1435-1458, Città del Vaticano, Biblioteca Apostolica Vaticana, Fondo Vaticano latino, Vat. lat. 11605,  ff. 135-136v.
- Distinctiones, XIII secolo, Siena, Biblioteca Comunale degli Intronati, Fondo manoscritti, I.IV.13.
  -  Distinctiones, XIV-XV secolo, Bologna, Biblioteca del Collegio di Spagna, Fondo manoscritti, ms. 80.
- Cursus quaestionum super 4. Codicis iuxta ordinis alphabeti, XV secolo, Trier, Stadtbibliothek, Handschriften, Hs. 982/916,  ff. 324-333.